# Banjarsari Kulon (Sumbang)
Banjarsari Kulon is een bestuurslaag in het regentschap Banyumas van de provincie Midden-Java, Indonesië. Banjarsari Kulon telt 3002 inwoners (volkstelling 2010).